# Ян Тарновський (примас)
Ян Тарновський гербу Роля (нар. 1550 чи 4 січня 1552, Тарново — пом. 14 вересня 1604/1605, Лович) — польський римо-католицький і державний діяч; секретар королівський, референдар великий коронний (1581—1591), підканцлер коронний (1591—1598); єпископ познанський (1598—1600), куявсько-поморський (1600—1603), архієпископ Ґнєзненський і примас Польщі та Литви (1603—1605).

## Життєпис
Народився Ян, за різними даними, 1550 року чи 4 січня 1552 року, у Тарново в сім'ї хорунжого познанського (1580–1582) Пйотра Тарновського та Анни з Рокшицьких.
Спочатку здобув домашню освіту, 1564 року був відправлений до єзуїтського колегіуму у Відні, звідки виїхав на навчання до Італії.

### Політична кар'єра
Ян Тарновський, завдяки рекомендації Станіслава Карнковського, посідав ряд державних посад: королівського секретаря, регента, референдаря коронного (1581—1591), підканцлера коронного (1591—1598). Супроводжував короля у поїздці до Швеції 1592 року, коли Сигізмунд III мав після смерті свого батька посісти шведський трон.

### Церковна кар'єра
Церковна кар'єра Яна Тарновського спочатку була пов'язана з двором Куявсько-Поморського єпископа Станіслава Карнковського, завдяки якому отримав посаду місцевого каноніка, а 1579 року став пробстом влоцлавським і крушвицьким. Був також краківським каноніком (1580) і пробстом (1589), пробстом ленчицьким (1589).
Завдяки зусиллям короля, 1590 року примас Карнковський призначив Тарновського своїм коад'ютором з правом спадкоємності. Проте Святий Престол виступив проти. Наступні шість років духовна кар'єра Тарновського завмерла, а перелом відбувся лише 1597 року, коли він був преконізований на Познанського єпископа. Вступити на посаду він зміг лише в січні наступного року. Під час свого єпископства у Познані він опікувався відновленням катедри в Острові Тумському та розширенням місцевого єпископського палацу.
1600 року Тарновський став Куявсько-Поморським єпископом, що призвело до його відходу від державних справ. Управляючи Куявсько-Поморською дієцезією, він прибудував каплицю Пресвятої Діви Марії до місцевого катедрального костелу у Влоцлавеку.
Після смерті примаса Карнковського, за підтримки короля Сигізмунда ІІІ, Ґнєзненська капітула 30 жовтня 1603 року обрала Яна Тарновського архієпископом. 29 березня 1604 року він отримав папську конфірмацію, а 5 червня провів інгрес.
Ян Тарновський, як найближчий сподвижник першого Вази на польському троні, підтримував Сигізмунда III у прагненні зміцнити королівську владу. Завдяки одруженню монарха з Анною Австрійською він сподівався на тісніші стосунки з Габсбургами, хоча спочатку не підтримував цей шлюб. Примас, підтримуючи короля, виступав проти політики канцлера Яна Замойського.
У своєму заповіті він передав Ґнєзненському собору 400 дукатів на золоту чашу та інші літургійні речі, Ловицькій колегіаті та іншим костелам — літургійне вбрання та необхідний матеріал для його виготовлення. Помер Ян Тарновський 14 вересня 1604 чи 1605 року у резиденції архієпископа в Ловичі, похований у місцевому колегіальному костелі.